# Số p-adic
Trong toán học, hệ số p-adic cho bất kỳ số nguyên tố p mở rộng số học thông thường của số hữu tỉ theo cách khác biệt so với tính mở rộng của hệ số phù hợp với các hệ số thực và số phức.

## Sốp-adic và hình học Diophantine

### Sốp-adic
Nhà toán học người Đức Kurt Hensel sử dụng một ý tưởng tương tự như khi xét các hàm số trên một đường cong áp dụng vào lý thuyết số để xây dựng nên số p-adic. Trước hết định nghĩa số p-adic bằng một chuỗi vô hạn hình thức có dạng:
{\displaystyle \sum _{n=0}^{\infty }a_{n}p^{n}}
với p là một số nguyên cho trước và các hệ số của chuỗi trên ai thỏa mãn 0 ≤ ai < p. Tổng quát hơn, có thể xét chuỗi vô hạn hình thức có dạng:
{\displaystyle \sum _{n=-m}^{\infty }a_{n}p^{n}}
với mọi m ∈ Z và giá trị của các hệ số ai nằm trong tập hợp {0,1,2,...,p-1}. Một chuỗi vô hạn hình thức có dạng như vậy được gọi là số p-adic.
Cho a là một số hữu tỉ bất kì, luôn có thể viết {\displaystyle \textstyle a={\frac {b}{c}}\times p^{-m}}, b,c là các số nguyên sao cho tích của chúng không có ước chung với p, i.e. (bc,p) = 1. Mặt khác số hữu tỉ có dạng b/c sao cho p không chia hết cho c nằm trong cái gọi là địa phương hóa tại ideal nguyên tố (p) của vành Z và luôn biểu diễn dưới dạng chuỗi p-adic là một số nguyên p-adic nên có thể tương ứng a với một chuỗi có dạng:
{\displaystyle a_{0}p^{-m}+a_{1}p^{-m+1}+...+a_{m}+a_{m+1}p+...}
Do đó tồn tại một phép nhúng từ Q vào Qp {\displaystyle (\mathbb {Q} \hookrightarrow \mathbb {Q} _{p}).} Trước hết ta có thể quan sát số nguyên p-adic thông qua đại số sơ cấp. Có một hệ ngược như sau:
{\displaystyle \mathbb {Z} /p\leftarrow \mathbb {Z} /p^{2}\leftarrow \mathbb {Z} /p^{3}\leftarrow ...,}
trong đó các ánh xạ đơn giản là phép chiếu chính tắc, cụ thể hơn có thể viết:
{\displaystyle \mathbb {Z} /p^{n+1}\twoheadrightarrow (\mathbb {Z} /p^{n+1})/p^{n}(\mathbb {Z} /p^{n+1})\cong \mathbb {Z} /p^{n}.}
Nếu lấy giới hạn xạ ảnh của hệ trên, tức là tập con của {\displaystyle \textstyle \prod _{n=1}^{\infty }\mathbb {Z} /p^{n}} bao gồm các dãy an với n ∈ N sao cho dãy đó là ảnh dưới phép chiếu chính tắc của an-1. Bây giờ nếu có một số nguyên p-adic {\displaystyle \textstyle a=\sum _{i=0}^{\infty }a_{i}p^{i},} có thể tương ứng với một dãy các phần tử thặng dư {\displaystyle (\textstyle \sum _{i=0}^{n-1}a_{i}p^{i}){\mbox{ mod }}p^{n},} tức là một phần tử thuộc Z/pn, bằng cách đó có thể đồng nhất các số nguyên p-adic với giới hạn xạ ảnh trên, i.e.:
{\displaystyle \textstyle \mathbb {Z} _{p}\simeq \varprojlim _{n}\mathbb {Z} /p^{n}.}

### Hình học Diophantine
Chẳng hạn có 1 phương trình đa thức {\displaystyle f(x_{1},\cdots ,x_{n})=0} với f là một đa thức với hệ số nguyên. Liệu phương trình trên có tồn tại nghiệm nguyên. Dùng định lý thặng dư Trung Hoa cổ, có thể giản ước độ khó của câu hỏi bằng cách quy về xét đồng dư thức:
{\displaystyle f(x_{1},...,x_{n})\equiv 0{\mbox{ mod }}p^{i}}
giải được với i tùy ý nếu và chỉ nếu phương trình đó có thể giải được trong Zp. Đây chính là vấn đề trọng yếu. Hình dung rằng, phương trình của một đa thức sau khi thuần nhất hóa thì không gì khác hơn là một siêu mặt {\displaystyle X=\{f=0\}\subset \mathbb {P} ^{n}} trong một không gian xạ ảnh. Hình học đại số cho phép nói tới một cấu xạ (proper) thực và phẳng {\displaystyle {\mathfrak {X}}\rightarrow {\mbox{Spec}}(\mathbb {Z} _{p})}, người ta thường gọi là mẫu của X. Nếu cấu xạ này trơn (ví dụ nếu xét 1 lược đồ trơn xạ ảnh X trên trường hữu hạn {\displaystyle k=\mathbb {F} _{p}} và có 1 phép nâng lên vành Witt {\displaystyle {\mathfrak {X}}\to {\mbox{Spec}}(W(k))={\mbox{Spec}}(\mathbb {Z} _{p})}), vậy thì bổ đề Hensel nói với rằng mỗi nghiệm của phương trình thặng dư sẽ được nâng lên thành 1 nghiệm của phương trình với hệ số trên Qp, nhưng do cấu xạ là thực, mỗi nghiệm này sẽ là 1 nghiệm trong Zp.
Nói cách khác hình học đại số trừu tượng là công cụ hiện đại không thể thiếu để phát biểu và nghiên cứu các bài toán Diophantine sơ cấp.